# ケートス

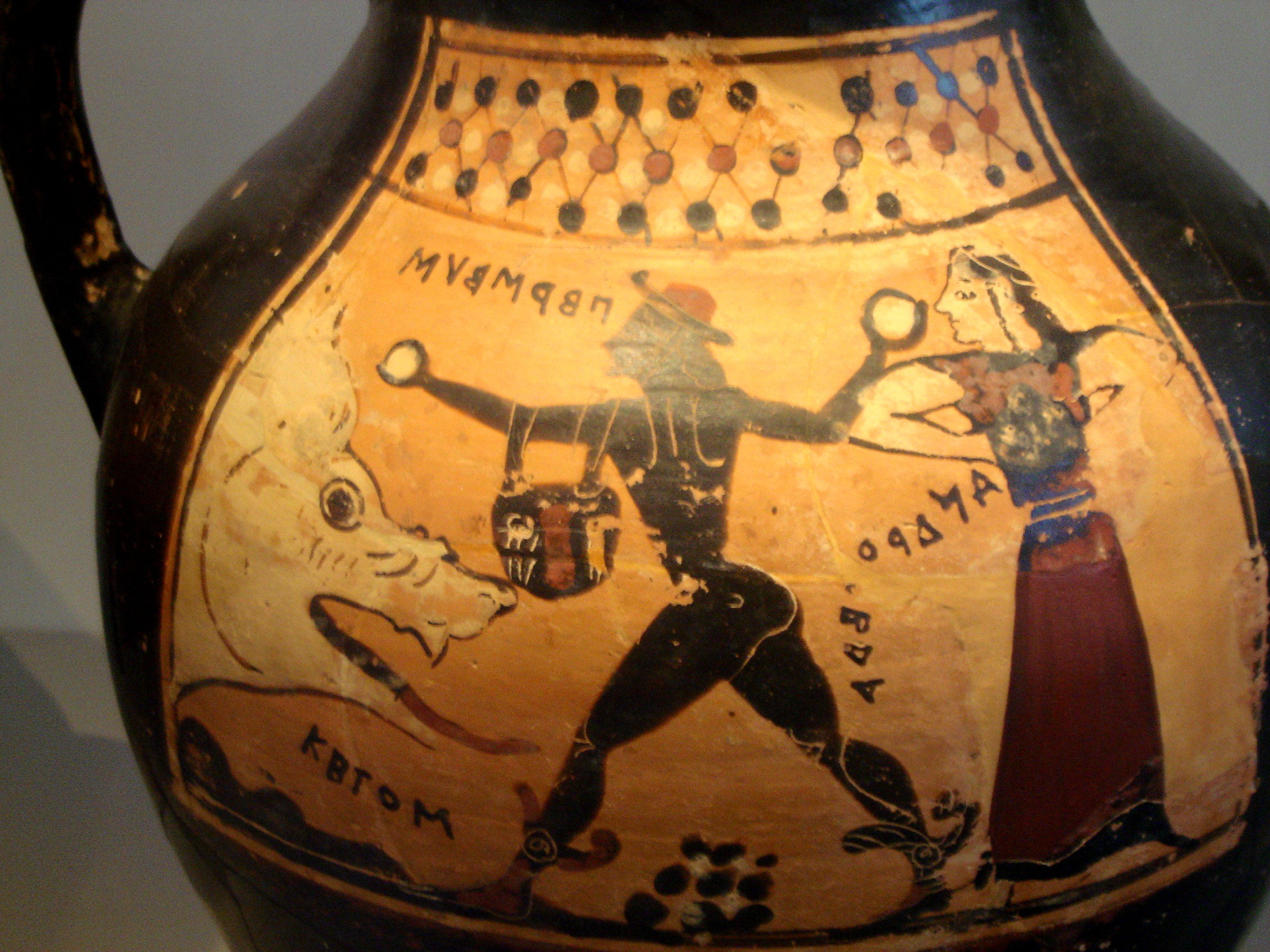
コリントス産の壺に描かれたケートス、ペルセウス、アンドロメダー

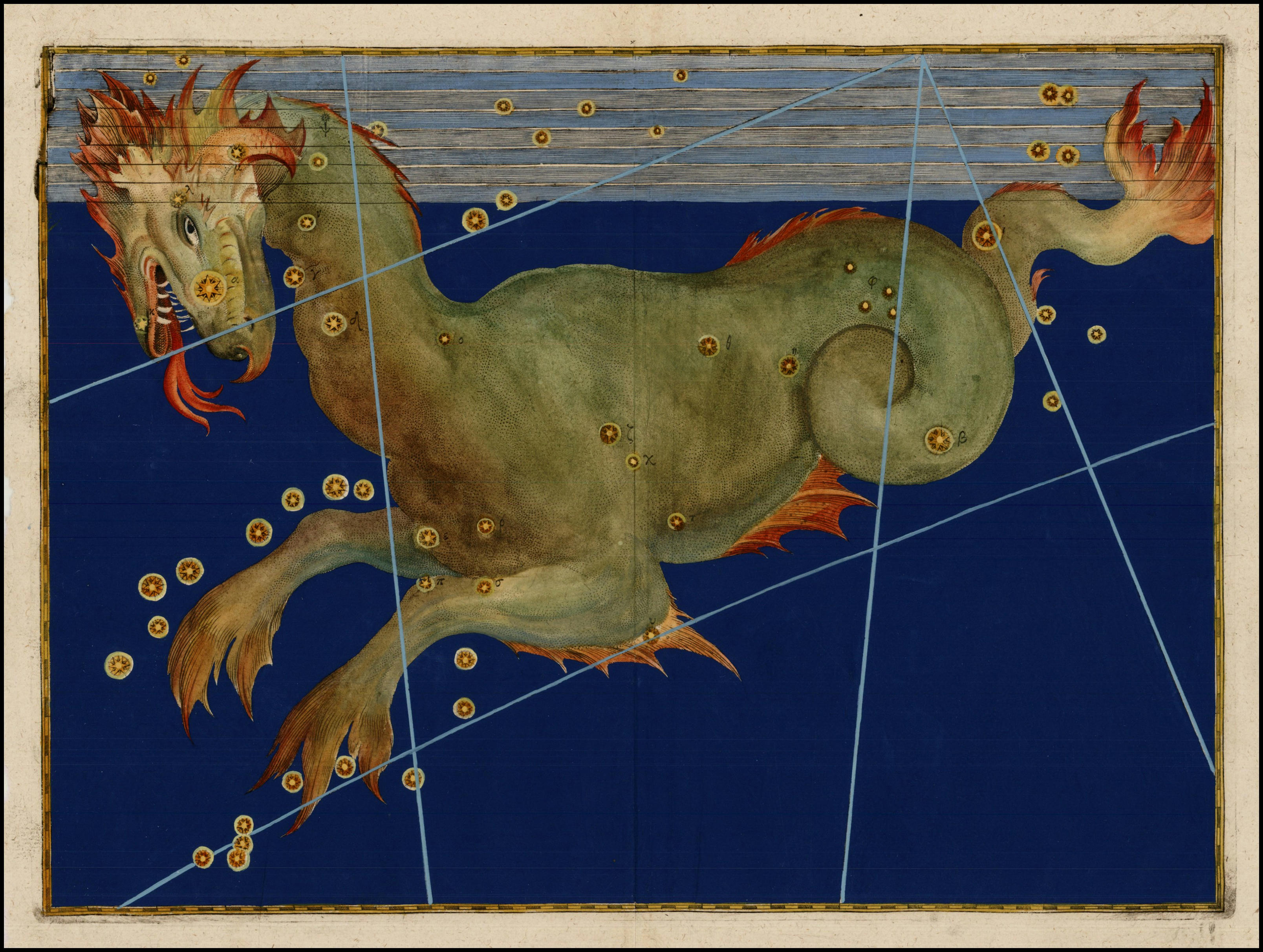
くじら座 としてのケートス（ヨハン・バイエル）

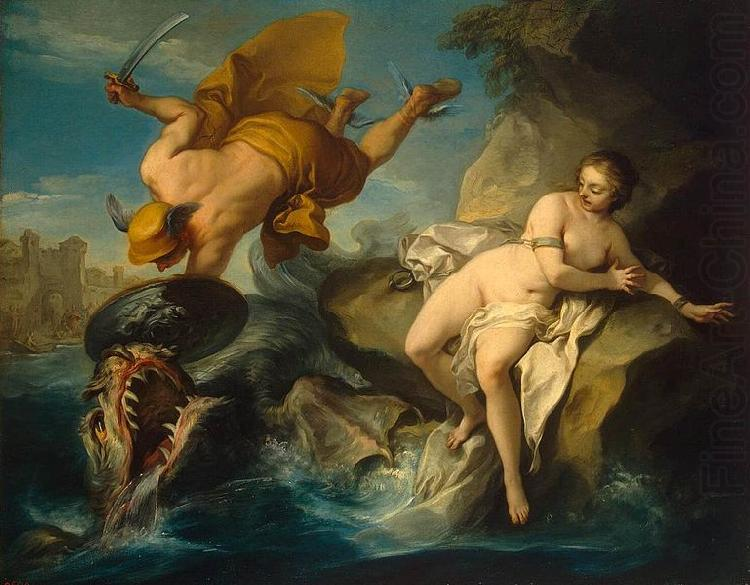
アンドロメダーの救出（シャルル＝アメデー＝フィリップ・ヴァン・ロー）

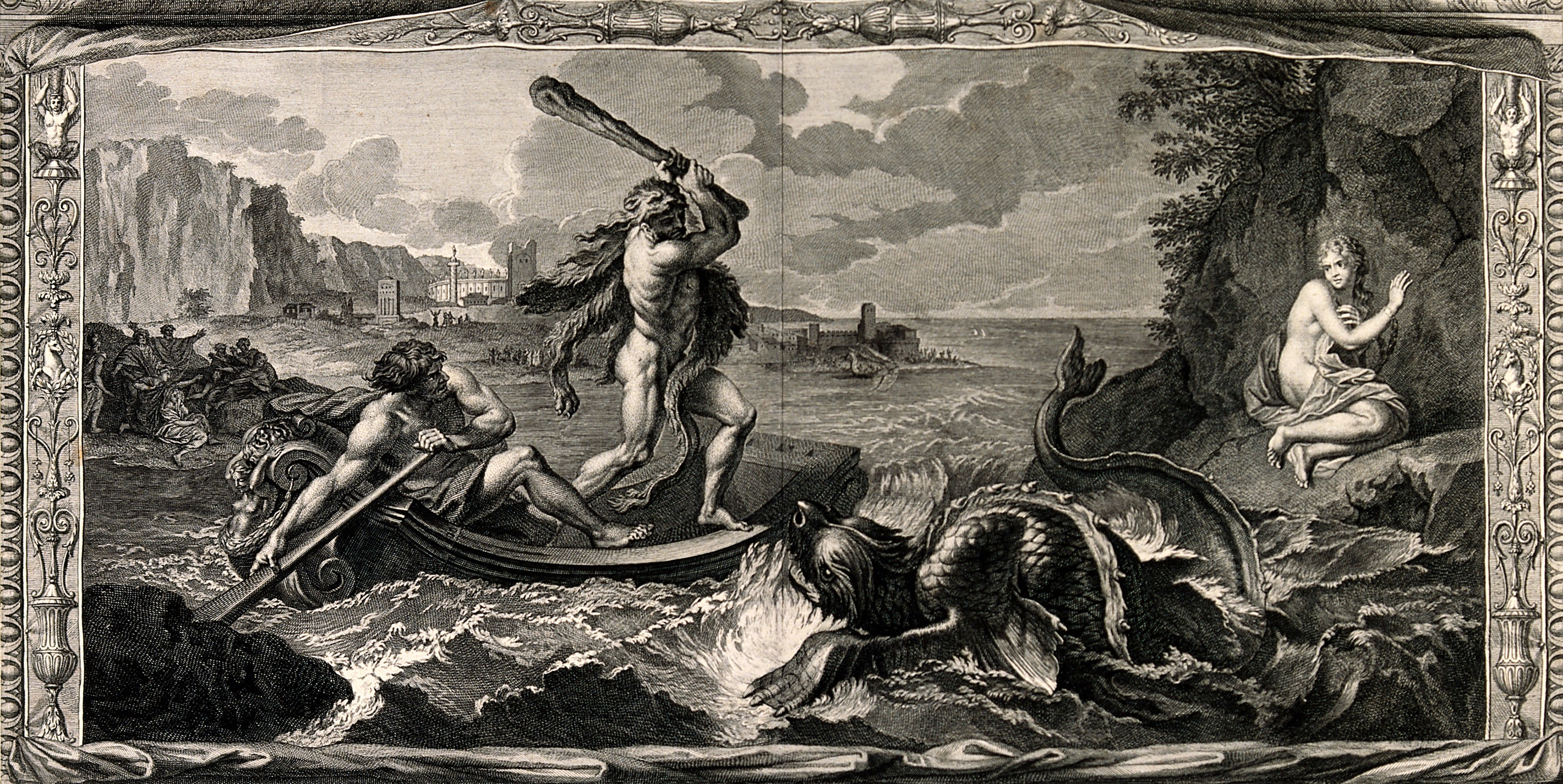
ヘーシオネーをケートスから救うヘーラクレース

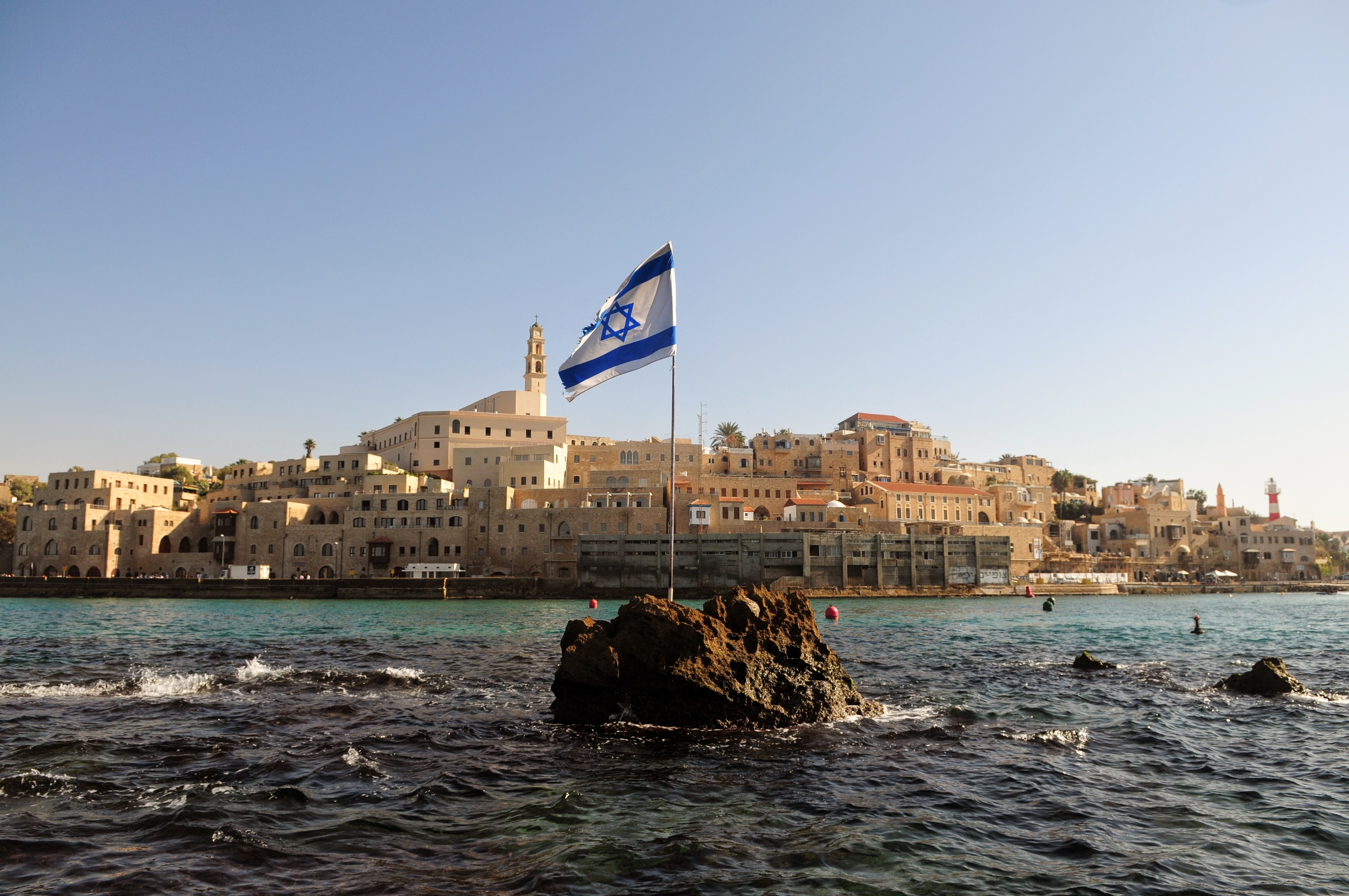
アンドロメダーが縛り付けられたとされる岩（ドイツ語版）

ケートス（古希: κῆτος, kētos）はクジラ類やアザラシなどの「海獣」を意味するギリシア語だが、ギリシア神話においては本来の姿をやや離れ、一種の怪物として登場する。また、ラテン語化された「ケートゥス」や「セタス」（cetus）の呼称で参照されることもある。
今日において鯨類を「Cetacean」や「Cetacea」と呼ぶのはケートスが語源とされる。
また、ケートスに因んで「Cetus」や「megakētēs」などの呼称が船舶の名前に用いられる事例もあった。

## 概要
個別の存在だけでなく巨大な海洋生物全般を指す場合もある。
大きく膨れたクジラやイルカに似た胴体に、イノシシや犬やライオンやワニなどにも似た頭部を持ち、アシカの様な胸びれまたは犬やライオンの様な前足を持つ。下半身は魚の様で鱗を持ち、尾鰭は扇形で二つに割れている。口や鼻から水を吹くとされることもある。
頭蓋骨の長さが12メートル以上、背骨は1キュビットの厚さがあり、横たわる骨格だけでゾウよりも高さがあったとされる。 
後述の通り、ケートスを竜（ドラゴン）と混同する事例が多いため、数々の絵画にてドラゴンや大蛇の様な姿をしていたり、口から火炎や煙を吐く描写がされていたり、後ろ足や翼や長い牙を持ち上陸している場合もある。
概して、人間側の視点から見た英雄によって倒される怪物としての印象が強いが、登場するすべての説話において神々に仕える存在（神獣）として描写されており、後述の通り、神々や重要人物等を助けたり、人間の魂を導くなどの伝承も残されている。
なお、古典的なスキュラ、カリュブディス、ゴルゴーン、メドゥーサの描写には、ケートスとデザイン上の共通性がみられる。メドゥーサに関しては、物語上の役割（ケートスに対して使われた武器）にフンババとの類似性を指摘する声もある。

## ギリシア神話や関連神話におけるケートス
出自についてはゼウスないしポセイドーンによって作られたとも、テューポーンとエキドナの間に生まれたとも言われており、伝承によって物語上の描写に差異がある。
最も有名なエピソードに於いて、ケートスはポセイドーンによって作り出され、エチオピア人の王国を崩壊させるために送り込まれている。王妃カッシオペイアが自らの美貌を誇示し、女神ヘーラーや海のニュンペー達よりも美しいと吹聴したため、ポセイドーンの怒りを買った。
ポセイドーンが仕向けたケートスを鎮めるには、国王と王妃は愛娘（王女）であるアンドロメダーを生贄にするしかなく、アンドロメダーは鎖に繋がれてヤッファの海岸の岩（ドイツ語版）に縛り付けられた。ほどなくしてケートスが海から現れ、束縛されたアンドロメダーがケートスに喰われようとした今際に、メドゥーサを退治した英雄ペルセウスがこの地を通りかかった。王女を救うためにペルセウスは怪物と戦うことを決意し、激しい攻防の末にケートスはペルセウスによって退治され、アンドロメダーは無事に救われてペルセウスの妻となったという。
ヘーシオネーを救うために（ペルセウスの子孫である）ヘーラクレースによって倒される逸話もある。
上記の通り、神々の意思によって暴れる恐ろしい怪物としてだけでなく、ケートスがイーノーとメリケルテースを救う描写やネーレーイスや天使等を運ぶ等の描写が様々なレリーフ等にて見られる事例も少なくない。

### エトルリア神話におけるケートス
エトルリアに伝わったケートスは、この地における信仰において死者の魂を来世に運ぶプシュコポンポス（英語版）の役割を担ったため、骨壷や石棺に多くのケートスや海豚や海馬（ヒッポカムポス）が描かれている 。
また、ネタンスはケートスを象徴した兜を装着する描写がされる場合がある。

## キリスト教や他の神話におけるケートス

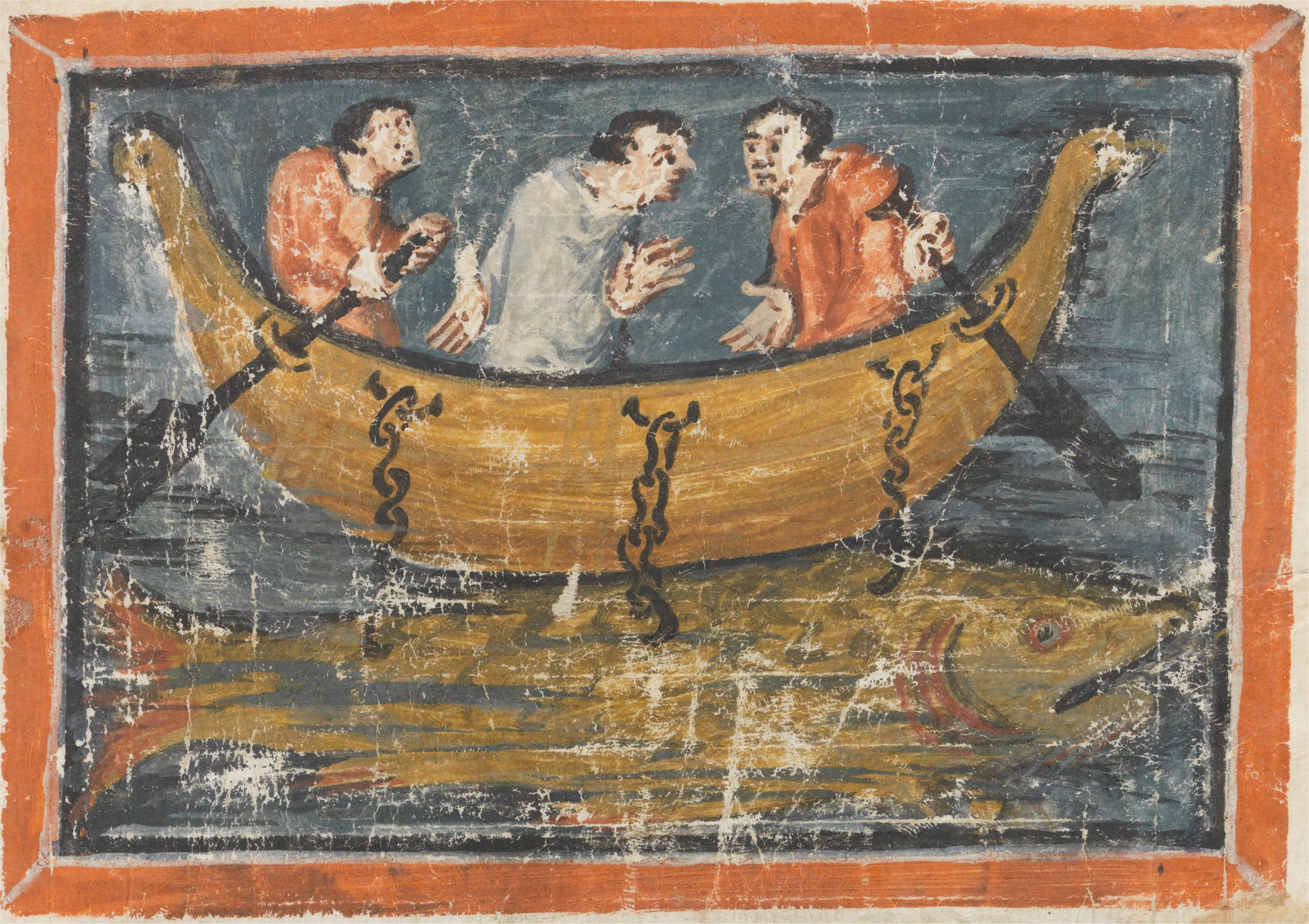
アスピドケロンとケートスを同一視する絵画（ベルンのフィシオログス）

ギリシャ語訳聖書（七十人訳聖書）のヨナ書第二章の中で、嵐を鎮めるために海に投げ込まれたヨナを救うために、神はケートスを遣わしたとされている。他にも創世記とマタイによる福音書の記述にもケートスが登場する。
ギリシャ語訳聖書が一般的だった初期キリスト教の教会装飾には、ケートスと考えられる海獣のモチーフが多く見られる。しかし、ギリシャ語訳聖書の原本であるヘブライ語聖書や、その翻訳である共同訳聖書では神が遣わしたのは「大きな魚」となっており、ケートスが現れるのはギリシャ語訳聖書とウルガタ聖書の一部である。古代ローマ文化の影響が過去となり、ギリシャ語訳聖書を使用しなくなった西方キリスト教圏では、ゴシック期にはケートスのイメージは巨大魚のイメージに置き換わっている。
タンニーンは七十人訳聖書やウルガタにてケートスと混同され、「クジラ」や「竜（ドラゴン）」という翻訳がされる場合もある。
ユダヤの神話では、リヴァイアサンやラハブ（英語版）と混同される場合もあった。
また、北欧の伝承にある怪物であるアスピドケロンがケートスと同一視される事例も散見される。

## 竜やドラゴンやマカラ等との関連性

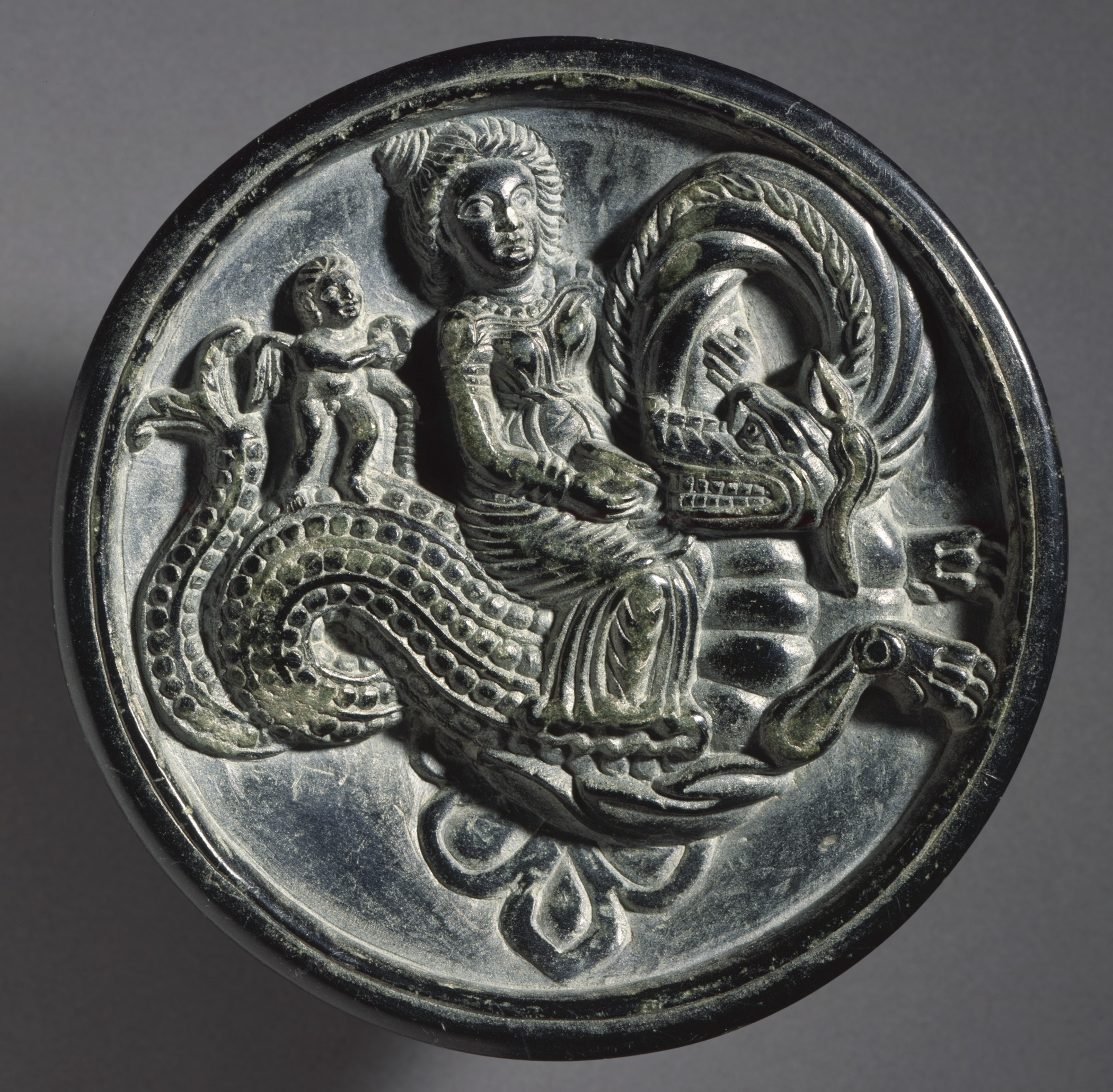
ネーレーイスと智天使を運ぶケートス（ガンダーラ）

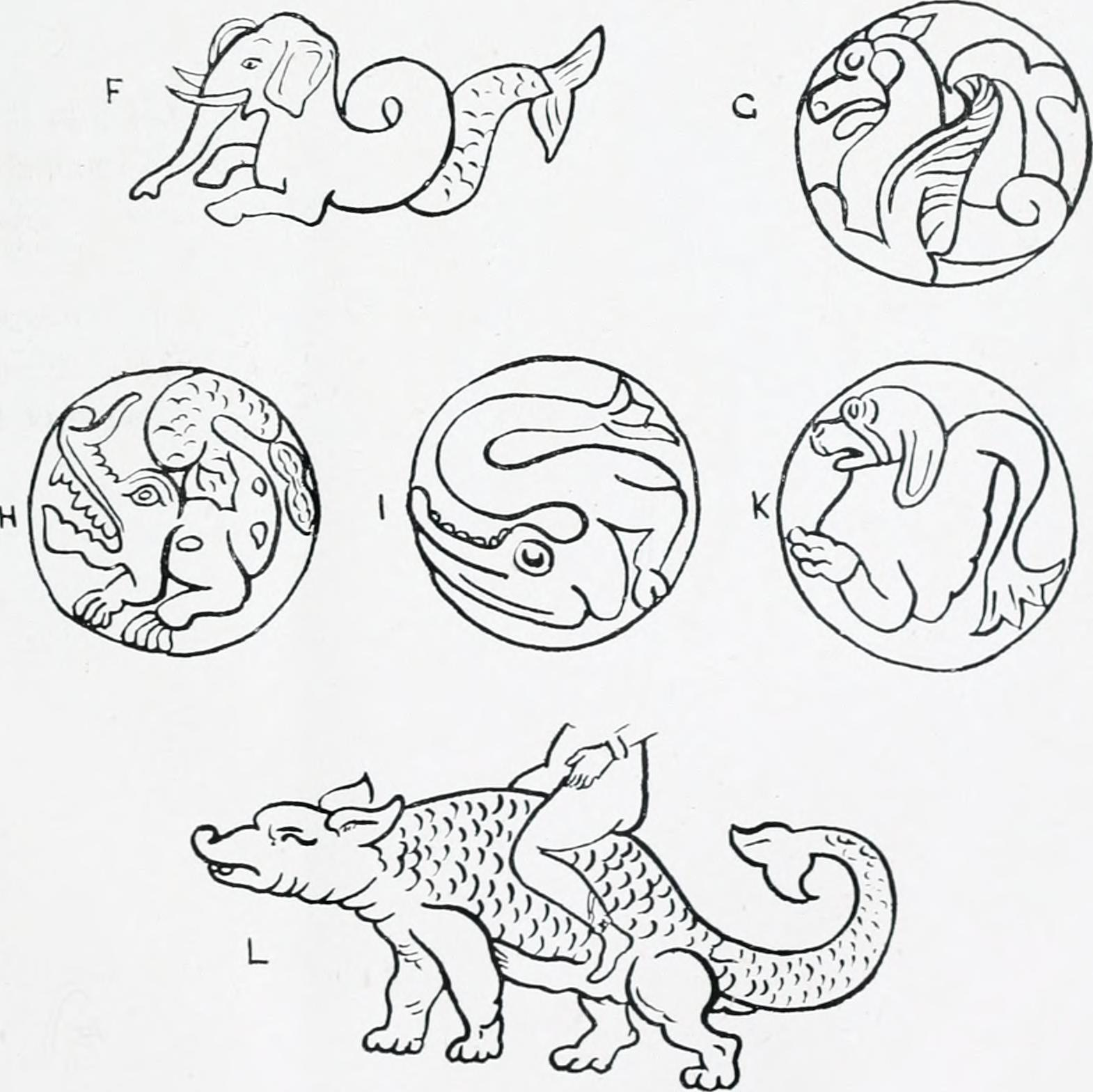
アプロディーテーに付き従う海豚型の生物や、竜やマカラ等の初期のデザインの一部

ケートスとギリシャ神話の「ドラコン 」には、姿だけでなく神話上の類似性が目立ち、ケートス自体がドラゴンとして扱われる場合もある。また、ケートス自体が現在の「ドラゴン」の源流を形作ったという意見もある。
ケートスの姿は、東洋における竜やマカラに影響を与えたという意見もある。ジョン・ボードマンによる調査では、古代ギリシャの文化が各地に拡散して影響していく中で、同様にシルクロードによってギリシャ神話などにおける神々や伝説上の生物のイメージが東方に伝わり、竜やマカラのデザインがケートスとの接触後に近代の姿の原型に変化したとされる。
後年ではラクダの頭を持つとされる中国の竜は、最初期の竜のデザインの一つが「猪竜」または「玉猪竜（zhūlóng）」と呼ばれる物であり、ケートスの他にもギリシャ神話や古代西洋美術にて普遍的にみられる鯨や海豚の描写の一つである猪に似た頭を持つ点と類似性がある。
ティアマトのイメージや、竜の姿をした神であるヤムと彼の兄弟であるモートが、リヴァイアサンと共にケートスのイメージに影響を与えたという説も存在するが、ケートスが由来するギリシア神話の形成は紀元前15世紀にまで遡り、リヴァイアサンの起源である旧約聖書よりも古い。
七十人訳聖書やウルガタにおいては、ケートス自体が「リヴァイアサン（レヴィアタン）」として翻訳されたり、シュメール神話の七つ頭の大蛇（英語版）やロタン（英語版）と混同される場合もある。
上記の通り、ユダヤの神話の中でリヴァイアサンやラハブ（英語版）などのドラゴンがケートスと混同される場合もあった。
鯨類と竜やドラゴンに該当する存在 を関連付ける伝承は、上記の通りケートスと混同されてきたヨナ書の「大魚」やタンニーンやリヴァイアサンおよびバハムートの他、古代中国や韓国やベトナムの鯨神、マオリ神話のタニファ、十二支の辰等世界各地に存在し、鯨類の骨が竜（ドラゴン）伝承の発端となった可能性もある。

## 関連画像

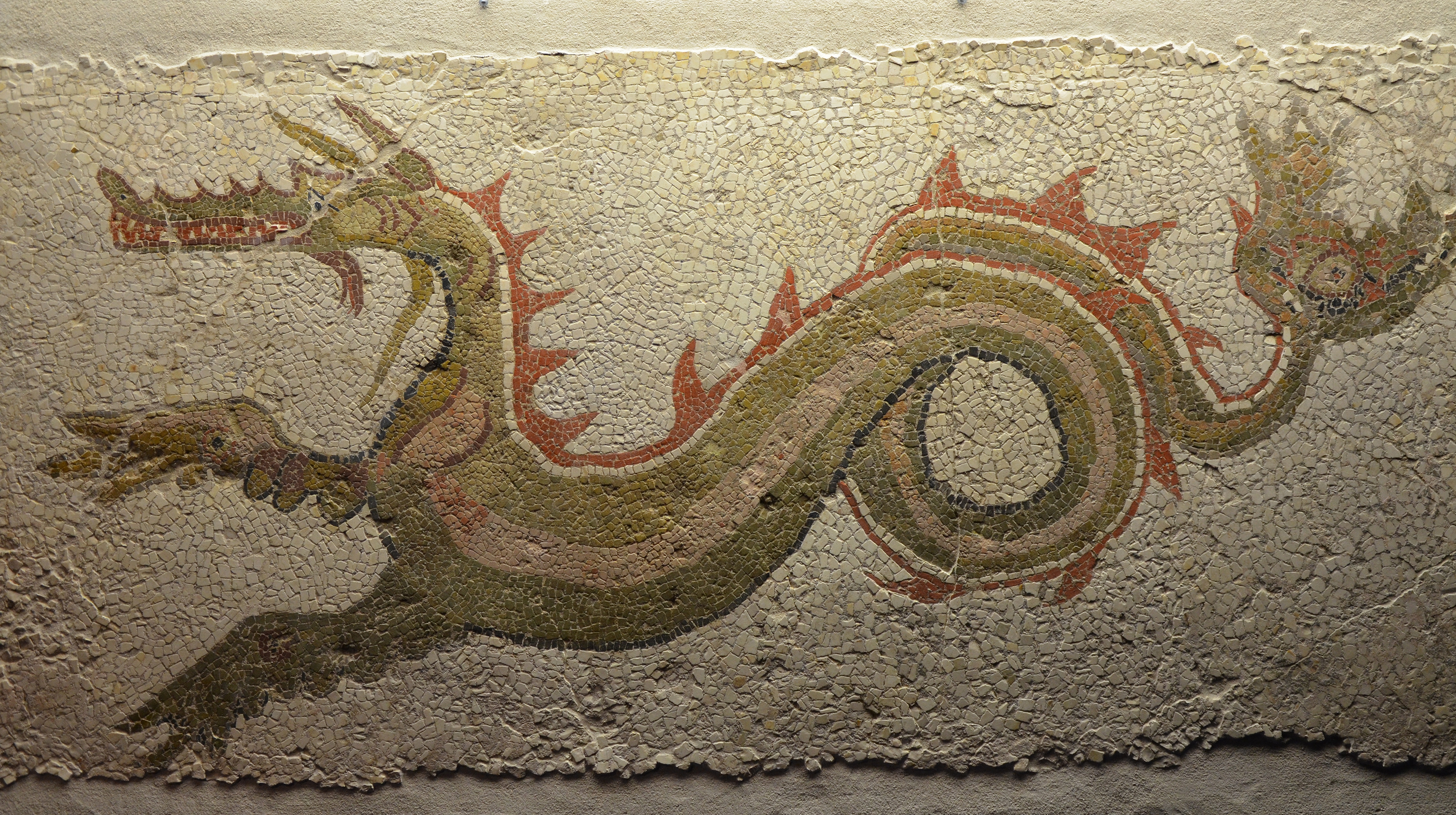
竜の姿を持つケートス（カウロニア）
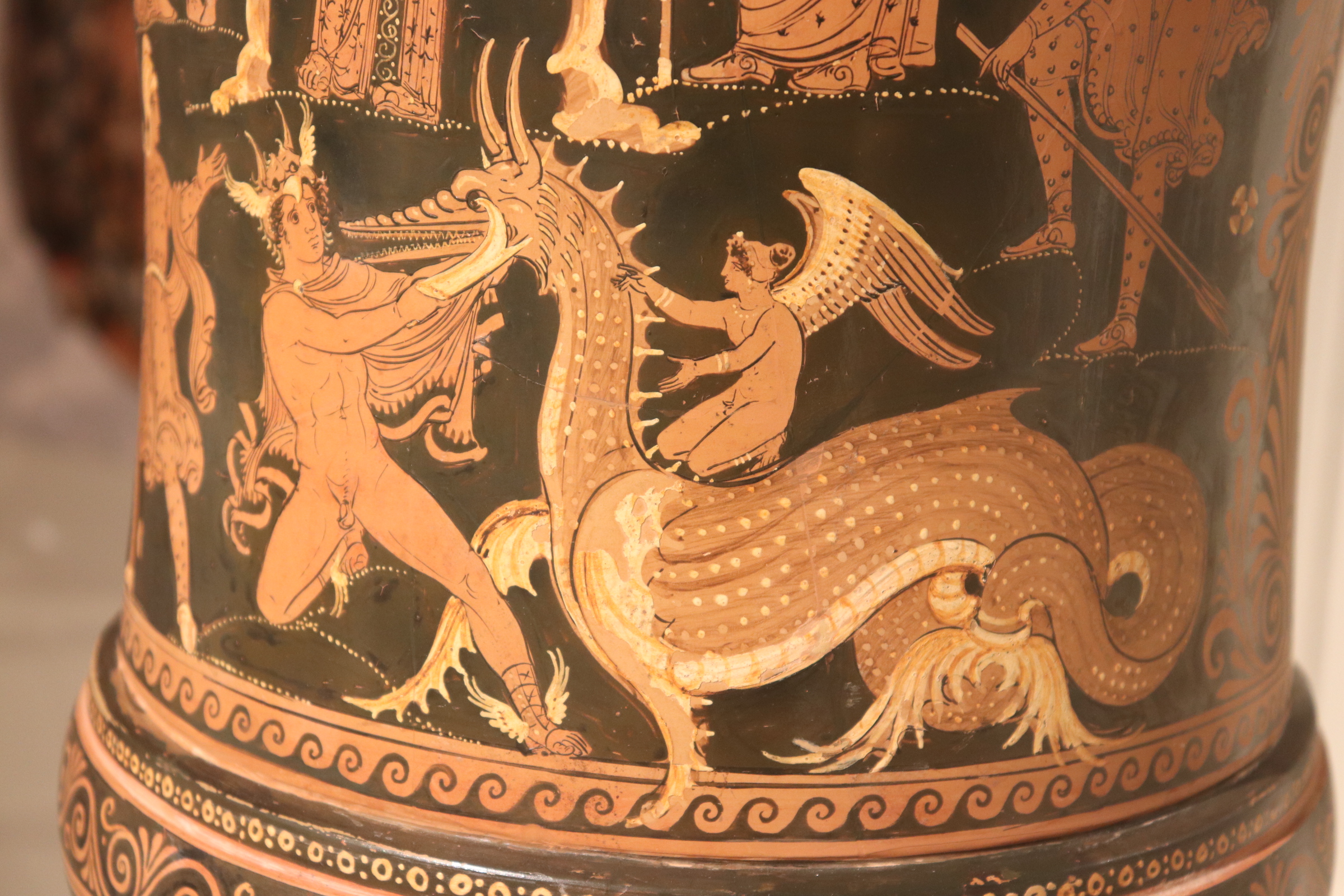
竜の姿を持ち、関連性を持つケートーを背中に乗せているケートス（ターラント国立考古学博物館）
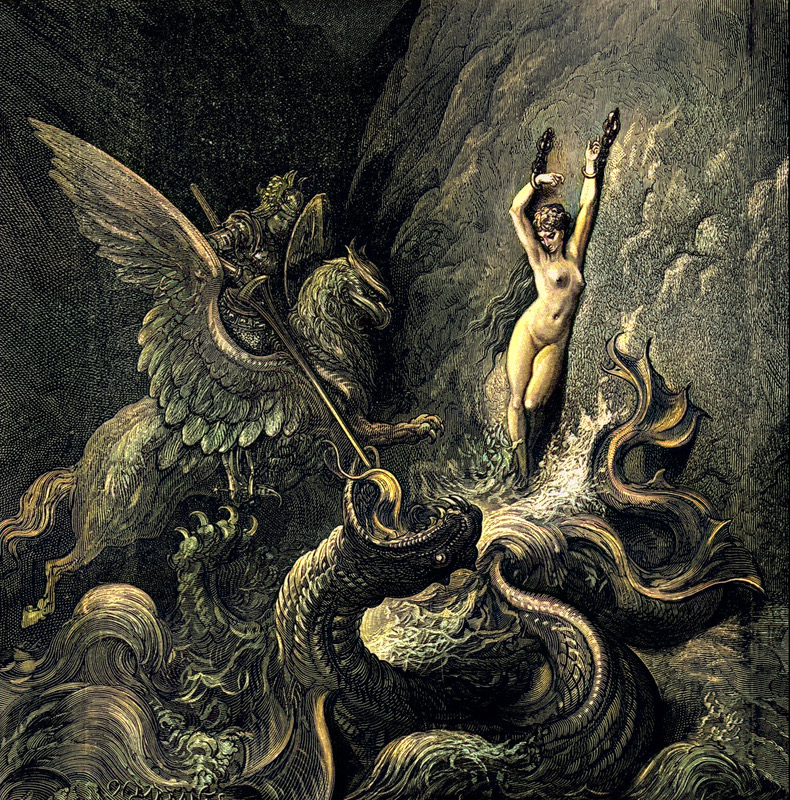
ペガサスの代わりにグリフォンに乗るペルセウスと戦うケートス（ギュスターヴ・ドレ）
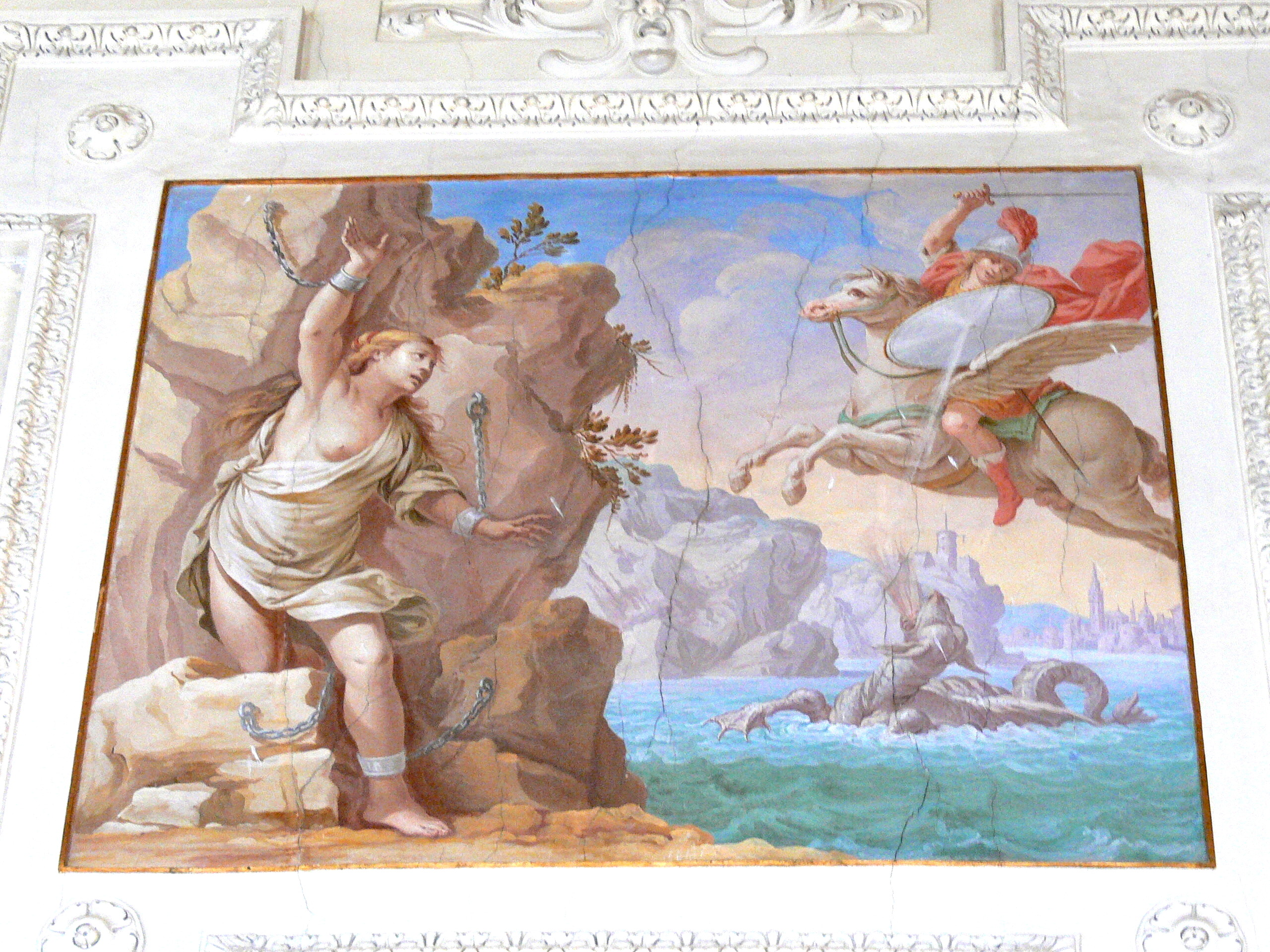
火炎を吹くケートス（トラウテンフェルス城）
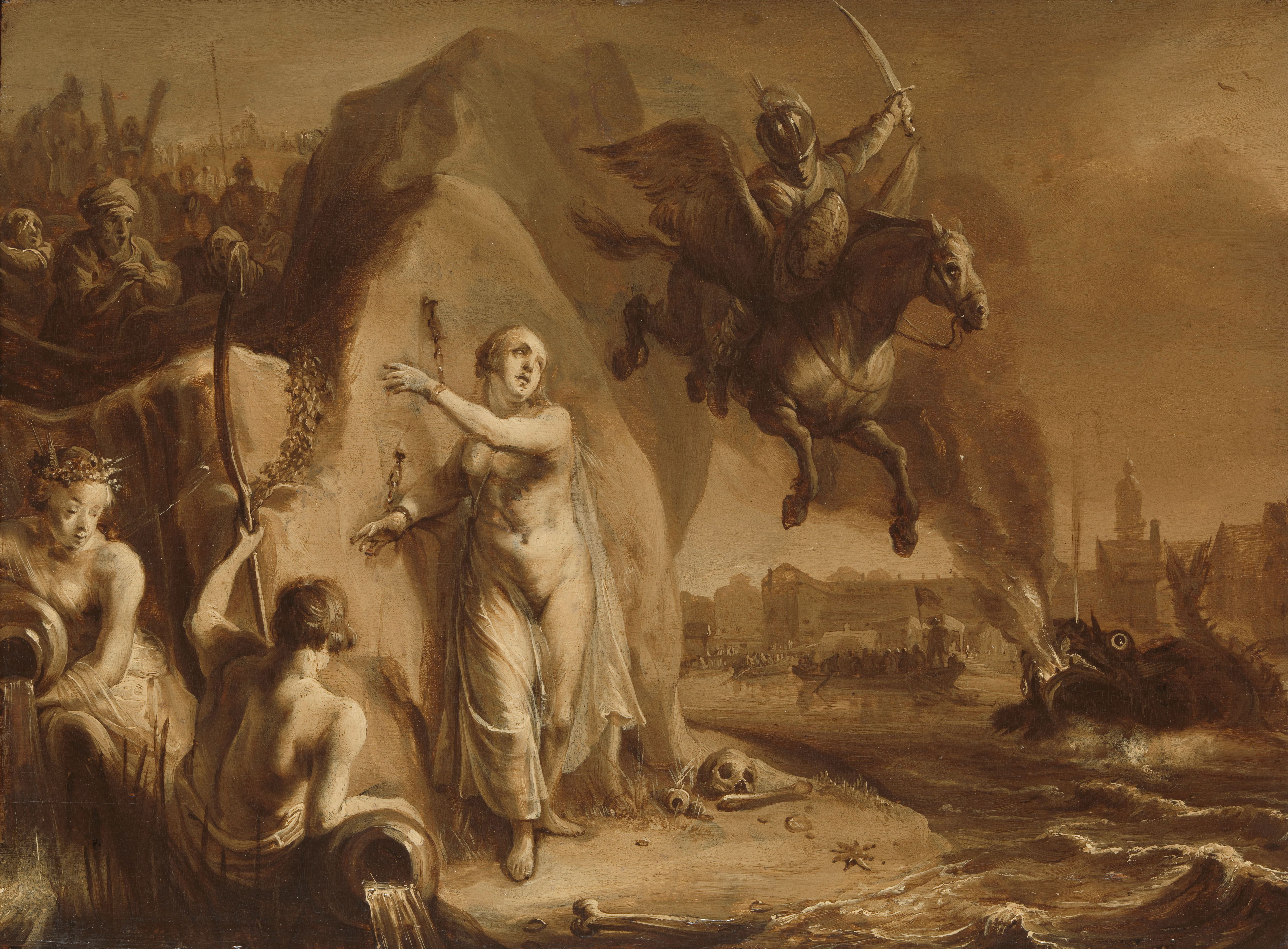
火炎を吹くケートス（ピーター・ポッター）
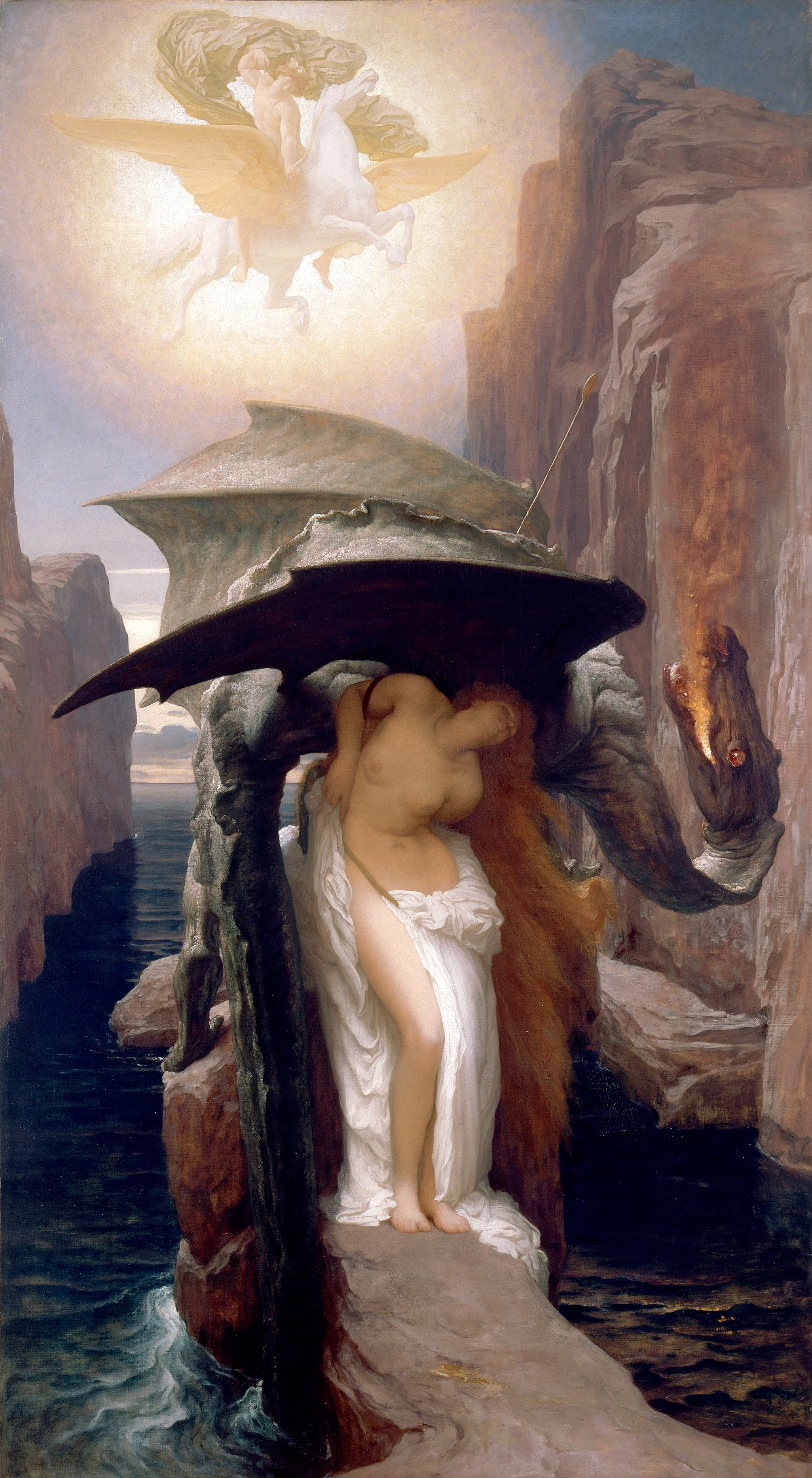
ドラゴンの姿で描かれたケートス（フレデリック・レイトン）
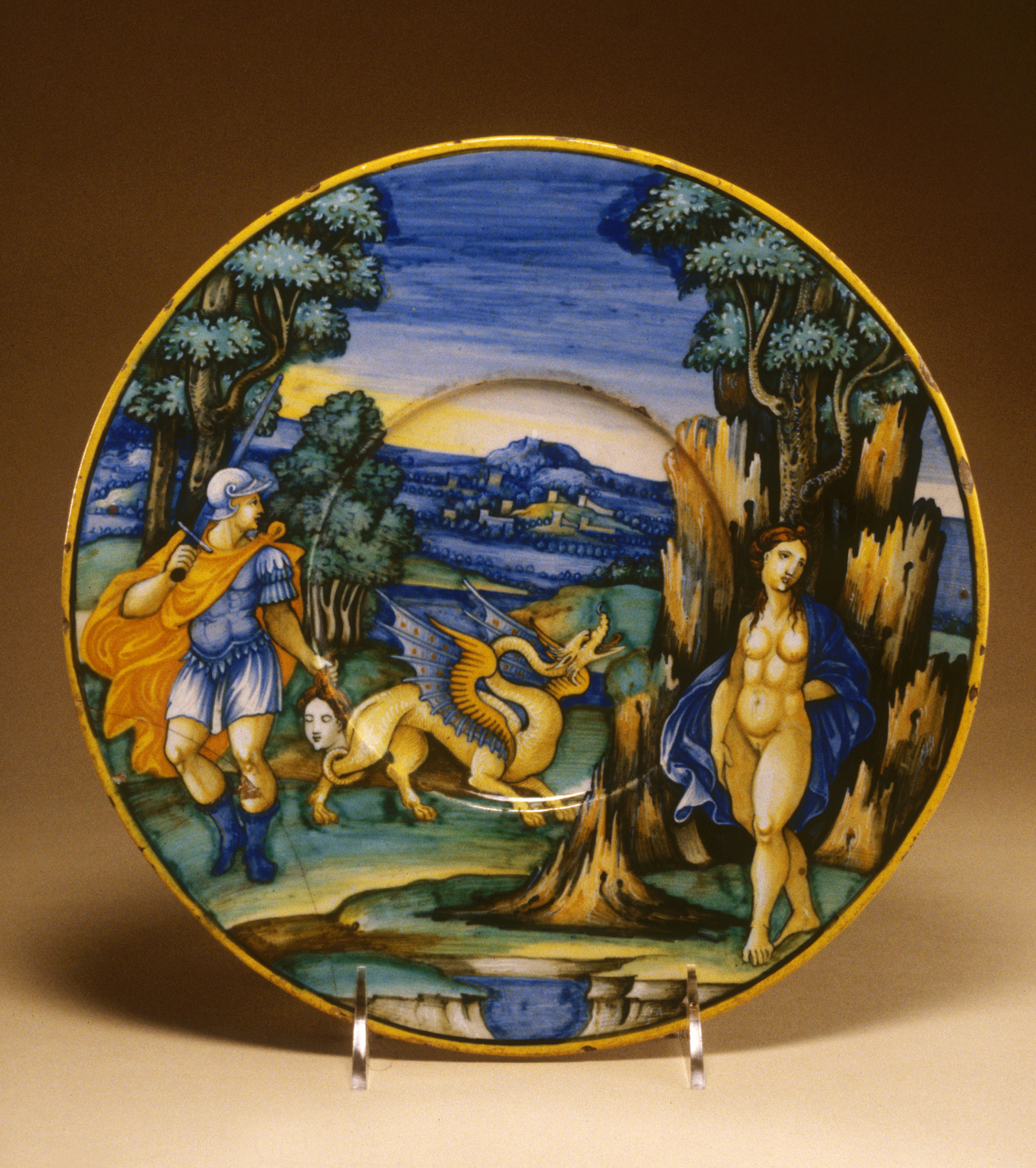
ドラゴンと混同されたケートス（ウォルターズ美術館）
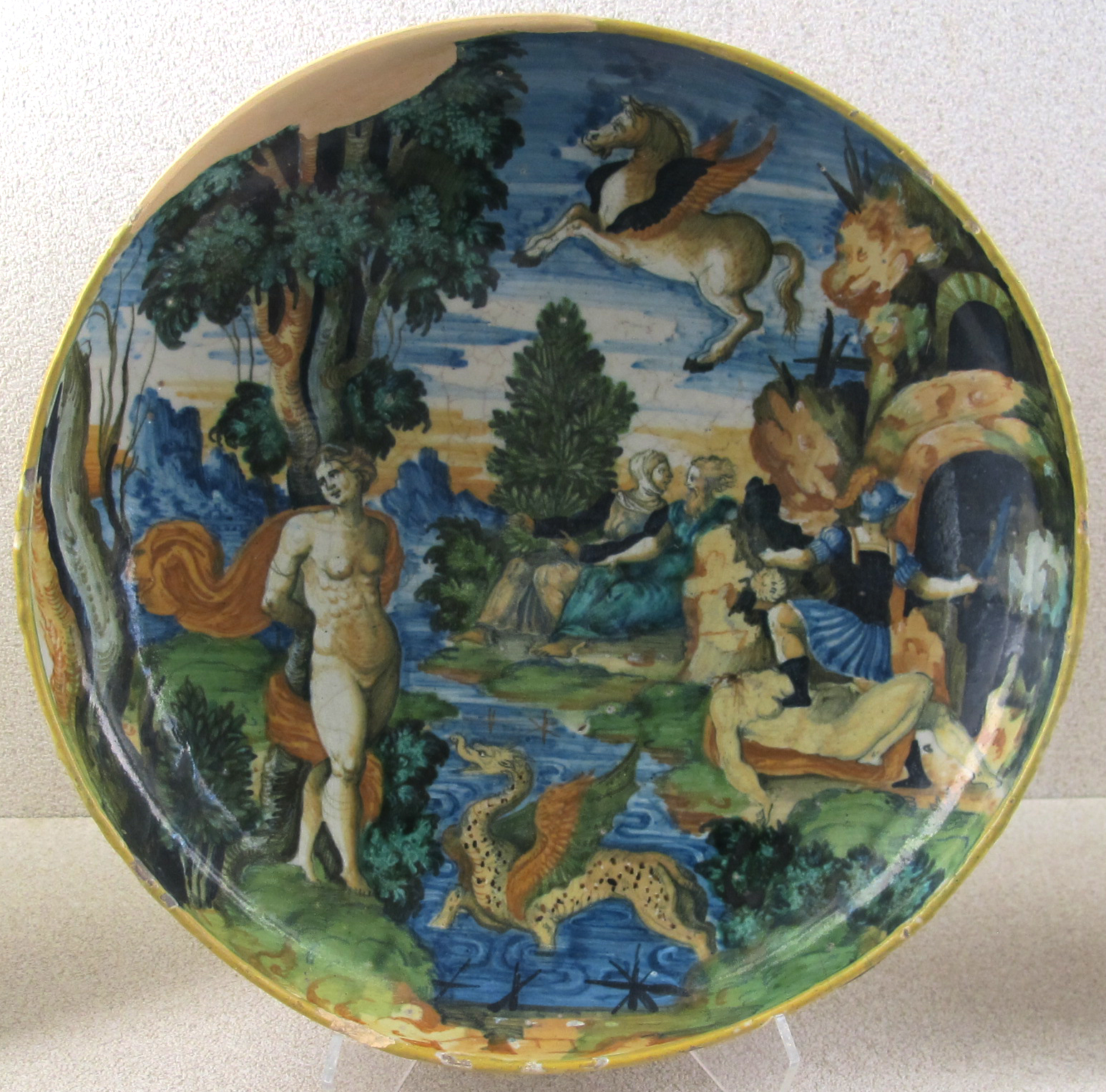
ドラゴンやマカラの意匠を持つケートス
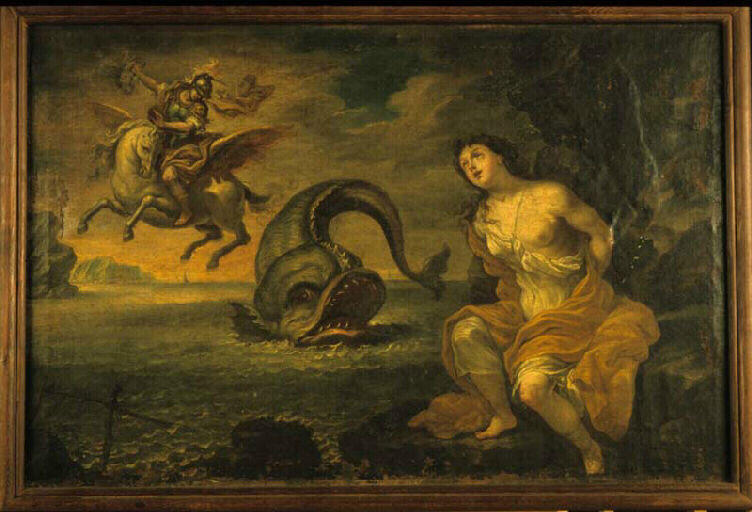
海豚の姿で描かれたケートス
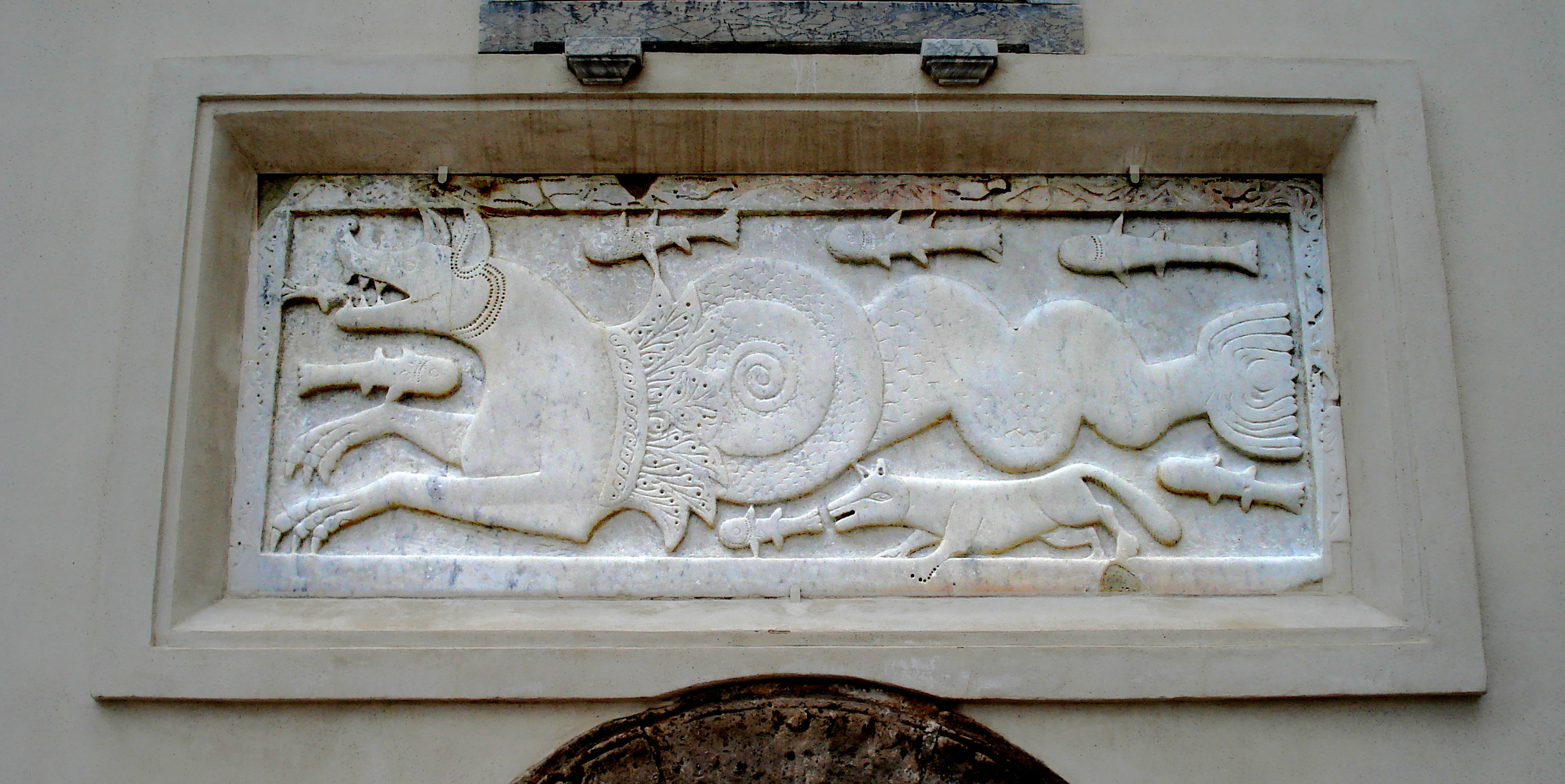
オオカミの様な頭部を持つケートス（サンタ・マリア・アッスンタ教会）
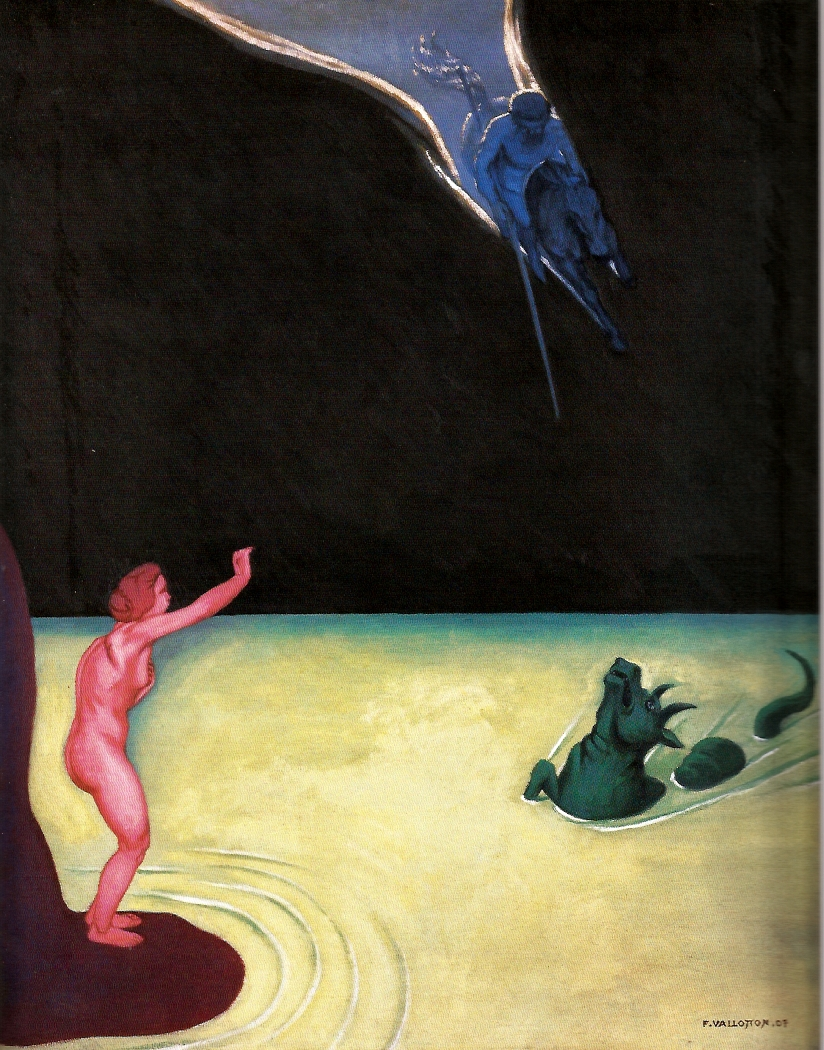
ウシの頭部を持つケートス（フェリックス・ヴァロットン）
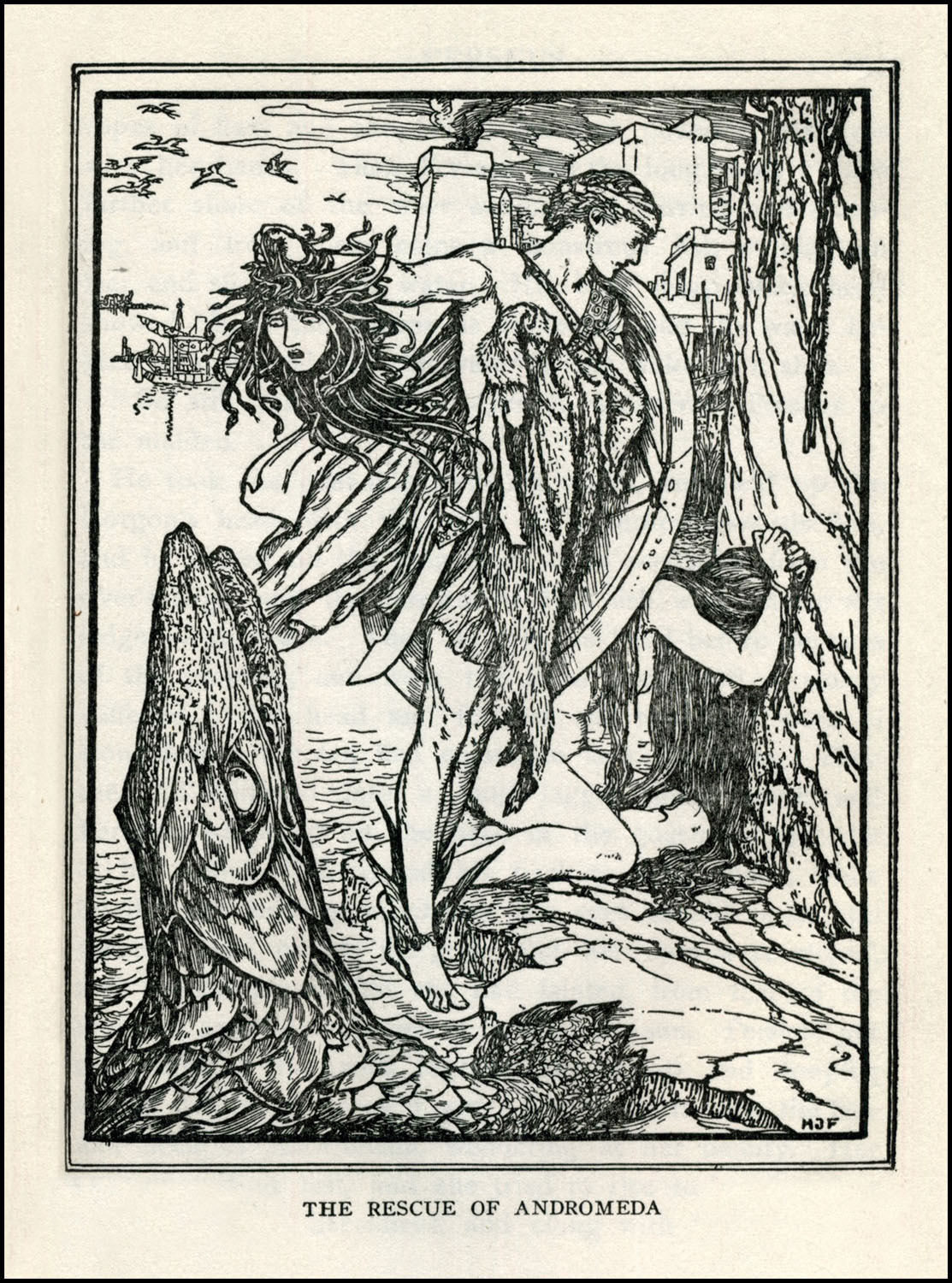
ワニの姿で描かれたケートス（ヘンリー・フォード）
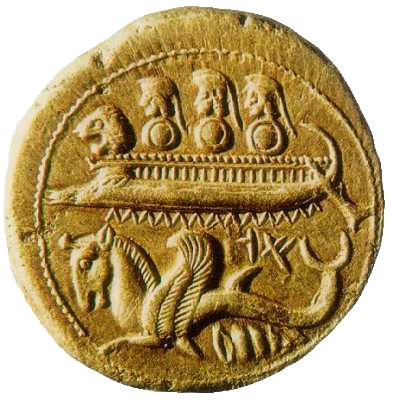
ヒッポカムポスとケートスが混同されているフェニキアの金貨
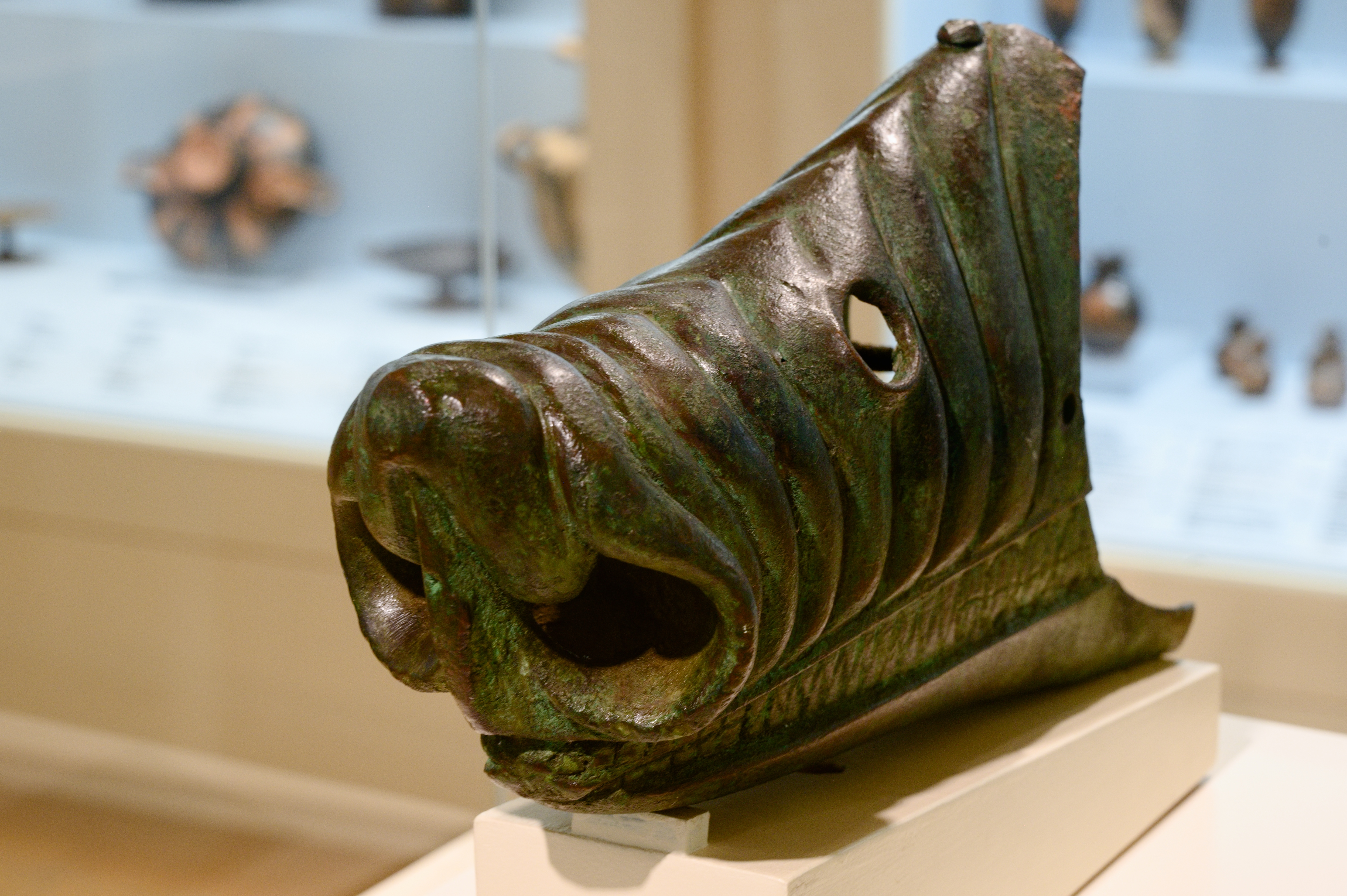
ケートスを象った衝角（カネロプロス博物館）
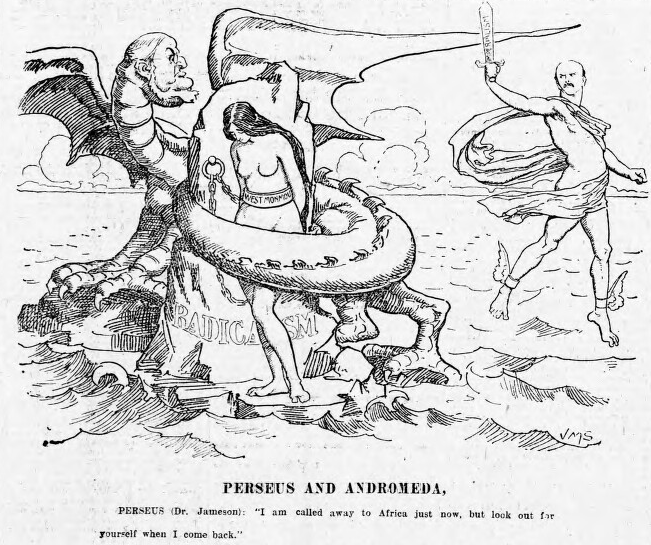
レアンダー・ジェームソンとウィリアム・ハーコートを描いた風刺画（ジョセフ・スタニフォース）